# Dyspersja spektrometru
Dyspersja spektrometru – zdolność przyrządu spektrometrycznego do rozdzielania przestrzennego lub czasowego wiązki umożliwiającego uzyskanie widma
Dyspersję określa się dla spektrometrów fal elektromagnetycznych, jak i spektrometrów masy.
Dla dyspersji przestrzennej, określa się dyspersję liniową i kątową.
W zależności od potrzeb dyspersja liniowa spektrometru jest definiowana w różny sposób:
- jako wielkość określająca odległość dwóch linii widmowych w urządzeniu rejestrującym do różnicy długości fal tworzących te linie[1]:

{\displaystyle D={\frac {\Delta s}{\Delta \lambda }}}
- jako wielkość określająca odległość dwóch linii widmowych w urządzeniu rejestrującym do różnicy częstości fal bądź liczb falowych tworzących te linie[1]:

{\displaystyle D={\frac {\Delta s}{\Delta \mu }}}
Dyspersję kątową określa różnica kątów rozchodzenia się wiązek do różnicy długości fal lub liczb falowych wiązek.
W spektrometrach masy, dyspersję spektrometru określa stosunek odległości wiązek do różnicy ich mas
{\displaystyle \gamma ={\frac {\Delta x}{\Delta M}}}
Im dokładniejszy spektrometr, tym jego dyspersja jest większa.